# José Cecilio del Valle
José Cecilio del Valle (Choluteca, 22 de noviembre de 1777, Guatemala, 2 de marzo de 1834) fue un filósofo, político, abogado y periodista hondureño. Realizó sus estudios en la Real y Pontificia Universidad de San Carlos Borromeo. Su espíritu investigador penetró en los estrados del conocimiento y su poderosa inteligencia lo llevó a cristalizar enseñanza, pensamiento y ciencia. Escribió sobre matemáticas, filosofía, geografía, historia, botánica, mineralogía y derecho.

Valle, un hombre de ideas moderadas, creyó fervientemente en el derecho de los pueblos a obtener su libertad y en los cambios sociopolíticos. Pero estaba convencido de que estos debían llevarse a cabo despacio, como una especie de evolución social. Por esta razón, cuando Centroamérica se preparaba a declarar su independencia, Valle pensó que no era el momento justo para hacerlo y la condicionó bajo el argumento, que primero debía oírse el voto de las provincias.
Una vez adoptada la Independencia, Valle se convirtió en un acérrimo defensor de la misma. Cuando surgieron las intenciones de anexar Centroamérica a México por parte de los simpatizantes del estilo monárquico de gobierno, Valle se pronunció en contra de ello. Al final, los anexionistas triunfaron y Valle se vio en la necesidad de luchar por la independencia de Centroamérica en México. El 12 de abril de 1823, presentó pruebas contundentes, demostrando que la anexión no tenía bases jurídicas, legales o morales por lo que solicitó al congreso mexicano su nulidad.
De regreso en Guatemala, Valle se convirtió en candidato presidencial, por el partido conservador. El pueblo centroamericano lo elige su presidente, sin embargo, este resultado desconcertó a los liberales quienes aspiraban a dominar en el ánimo del gobernante. Estos consideraron imposible dominar a Valle, ya que era un hombre de vasta instrucción, por lo que apelaron a expediente de falsear el computo de la elección. Para esto, contaron con la ayuda de los conservadores que no eran leales a Valle. "Ambos entraron en arreglos, formaron una coalición que dio en tierra con la votación popular, y eligieron en el congreso...al General Manuel José Arce, Presidente de Centro-América."
El legado de Valle, quedó plasmado en una serie de artículos, discursos y proyectos en los que identificaba los males que sumían a la Nación en el atraso, al mismo tiempo que proponía una serie de soluciones para salir de esa situación. Era optimista en cuanto al potencial de Centroamérica, pero sabía que para realizar ese potencial habría que hacer una gran inversión en educación e infraestructura, involucrando a todos los habitantes de la región en el proyecto de nación que tenía en mente. Desafortunadamente, sus ideas no llegaron a implementarse, ya que en los primeros años de vida independiente el país tuvo serias dificultades políticas y económicas que, en última instancia, llevaron a la desintegración de Centroamérica.

## Biografía

### Primeros años
José Cecilio  del Valle nació el 22 de noviembre de 1777 en la villa de Jerėz de Choluteca (actual ciudad de Choluteca) una comunidad localizada a orillas del río del mismo nombre hoy parte de la República de Honduras. Sus padres fueron don José Antonio Díaz del Valle y de doña Gertrudis Díaz del Valle, criollos, de buena posición económica, y terratenientes dedicados a la agricultura y ganadería. Otros parientes cercanos de José del Valle además de la ganadería se dedicaron a la política. Su bisabuelo, José Díaz del Valle, quien llegó a tener en sus haciendas más de dieciséis mil cabezas de ganado, fue alférez mayor y regidor perpetuo de Choluteca, y de origen andaluz. En su escudo familiar llevaba una leyenda que decía "El que más vale no vale tanto como vale Valle". Su primo Dionisio de Herrera fue jefe de Estado de Honduras (1824) y de Nicaragua (1830). Hijo de Paula Díaz del Valle y de Juan Jacinto Herrera y Rivera quien también fue Teniente de Milicias y alcalde Mayor de Tegucigalpa.
Los padres de José Cecilio del Valle, deseosos de educar a su hijo de la mejor manera y no encontrando en la provincia de Honduras un centro adecuado, se trasladaron a Nueva Guatemala, capital del Reino de Guatemala, en 1789. "La situación de Guatemala en cuanto a la vida moral y literaria aventajaba por mucho a la de Honduras". Aun así, la enseñanza era subdesarrollada ya que esta, se encontraba casi paralizada debido a la influencia de las instituciones de la colonia. Según José Milla y Vidaurre "Las doctrinas atrevidas que en Europa  habían producido una transformación completa en las ciencias morales y políticas, apenas eran conocidas en Guatemala. Esta era la situación del Reino, cuando Valle hacia el aprendizaje, de las primeras letras. Eso fue hasta que hombres como: Rayon, Villaurrutia y el costarricense, José Antonio de Liendo y Goicoechea entre otros, se propusieron reformar el plan de estudio en Guatemala.
A los 12 años de edad, el joven José asistió por un tiempo a la escuela de los hermanos betlemitas y posteriormente al Colegio Tridentino con el fin de aprender latín. Al terminar en la escuela primaria, José del Valle, se convirtió en discípulo de Goicochea. Este le abrió la puerta, y "despejó las vías que Valle debía recorrer como hombre de ciencias y letras".
En 1791 ingresó a la Universidad de San Carlos, donde estudió Derecho Civil y Canónico. Se graduó de bachiller en filosofía en 1794. En 1795 falleció su madre, lo que lo llevó a interrumpir sus estudios. En 1803 obtuvo el título de abogado y comenzó a ejercer su profesión de inmediato. Continuó sus estudios sobre Idiomas, Derecho, Economía, Ciencias Naturales, Políticas, Finanzas, Historia, Geografía, y Matemáticas. El 12 de octubre de 1812, contrajo matrimonio con Josefa Valero Morales, originaria de Comayagua.

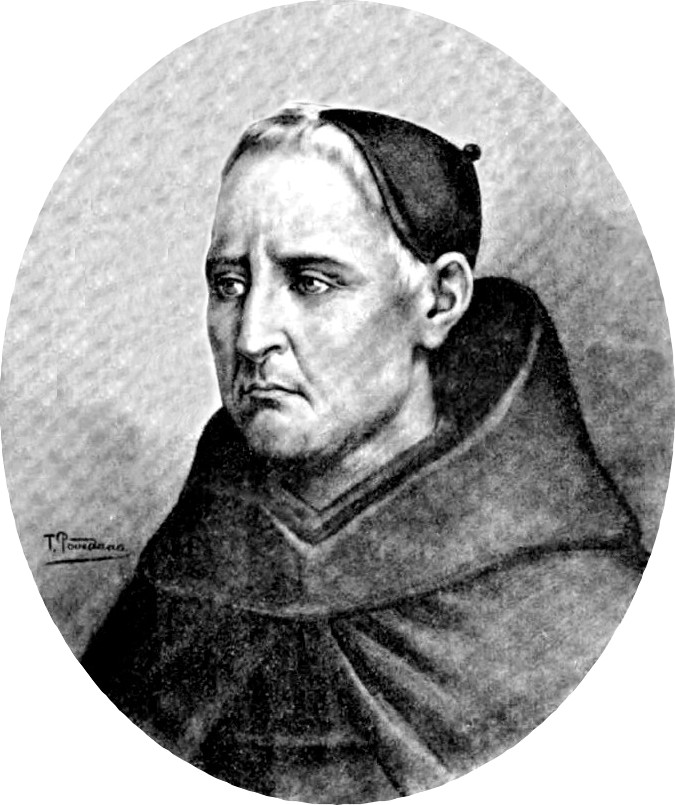
Valle fue discípulo de Fray José Antonio de Liendo y Goicoechea.

### Cargos y actividades políticas antes de la independencia
"Por su conducta intachable, y por sus sólidos y vastos conocimientos" de las leyes de Castilla e Indias "y en su calidad de hijodalgo aunque nacido en América", Valle tuvo casi el mismo privilegio de los españoles. Entre 1803 y 1821, Valle fue funcionario del gobierno colonial. En mayo de 1805, Valle fue nombrado, Diputado Interino de la Comisión Gubernativa de consolidación, Defensor de Obras Pías y Censor de "La Gaceta de Guatemala".
En febrero de 1806 se convirtió en Asesor del Consulado de Guatemala. En marzo del año siguiente fue nombrado Fiscal del Juzgado de los Reales Cuerpos de Artillería e Ingenieros del Reino y en abril de 1808, Asesor de los Reales Cuerpos de Artillería e Ingenieros del Reino. En 1813 cuando tiene lugar la conjura de Belén Valle desempeña el cargo de Fiscal de los Reos del estado.
En marzo de 1820, cuando Fernando VII se ve obligado a restaurar la Constitución de 1812, se llevaron a cabo en Guatemala elecciones de representantes legislativos y ejecutivos, oportunidad en la cual, Valle fue elegido alcalde de la Ciudad de Guatemala a comienzos de 1821, desempeñándose en este cargo hasta mayo de ese año cuando fue nombrado Auditor de Guerra.

## Independencia de España

### Antecedentes de la independencia

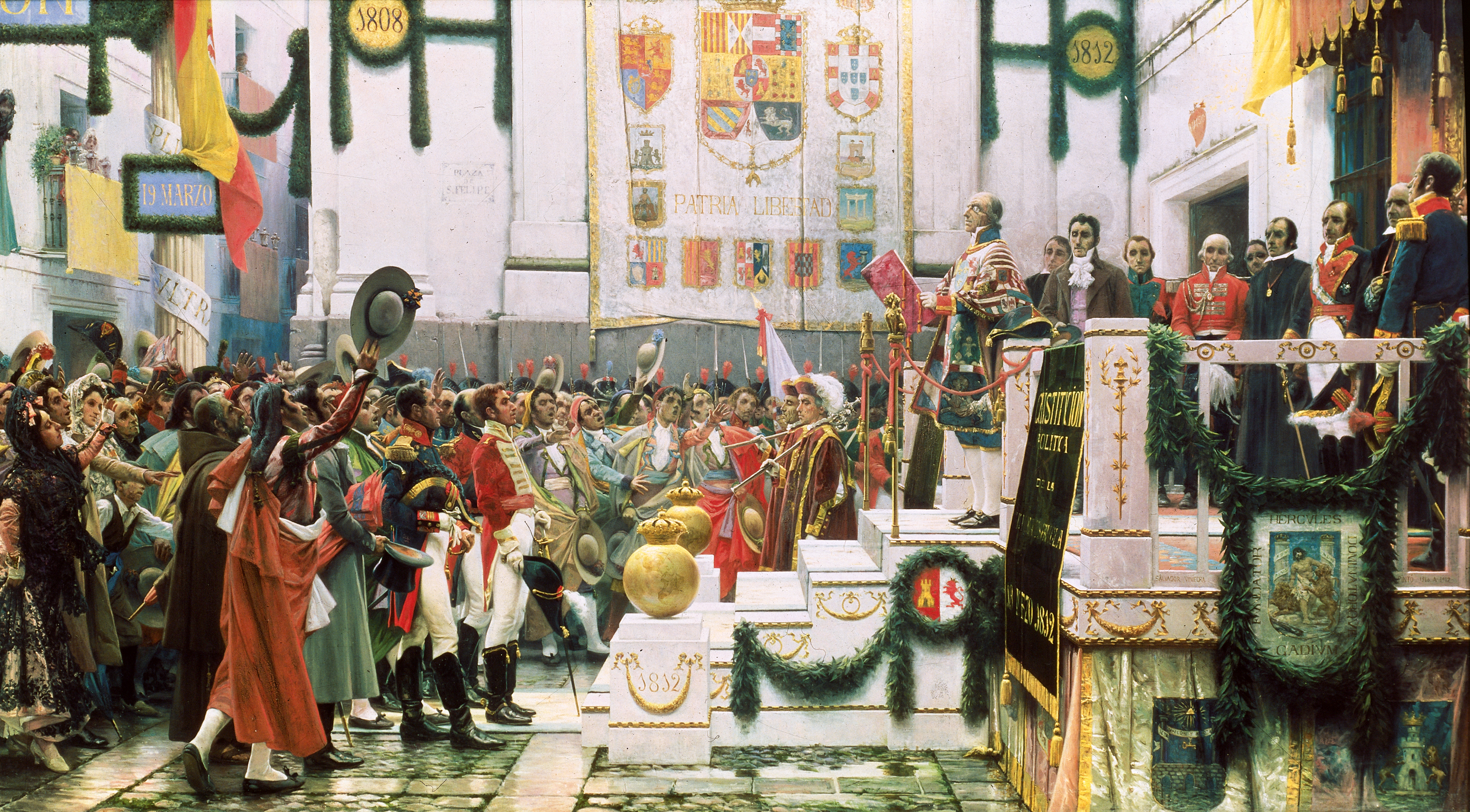
La promulgación de la Constitución de Cádiz en España, tuvo sus repercusiones en Centroamérica.

La figura de José Cecilio del Valle se encuentra estrechamente ligada a la independencia de Centroamérica. Supo realizar la transición política del período colonial a la época independiente. De línea moderada, Valle pasó de opositor de la independencia, a ser un defensor de la misma, luego que esta se había adoptado.
José del Valle era un hombre maduro durante los primeros acontecimientos de la Independencia. A raíz de la invasión francesa a España en 1808, que destronó al rey Fernando VII y creó un caos político en la península ibérica, los españoles se rebelaron en contra del invasor, negándose a reconocer al francés José I como su monarca, y convocaron a una asamblea nacional constituyente en la cual se promulgó la Constitución de Cádiz en 1812. Esta constitución establecía el sufragio universal, la soberanía nacional, la separación de poderes, la libertad de prensa, acordaba el reparto de tierras y la libertad de industria, entre otras cosas. Estos cambios repercutieron en Centroamérica. Destacándose en la dirección de las Cortes el presbítero costarricense Florencio del Castillo (1778-1834)..
Los liberales centroamericanos los recibieron con entusiasmo, y comenzaron a propagar la idea de la independencia, ante la oposición del régimen colonial. En 1811 se llevaron a cabo en San Salvador y Nicaragua, los primeros actos de insurrección en contra el gobierno de la colonia española; actos que fueron duramente reprimidos por el capitán general, José de Bustamante y Guerra. Al año siguiente (25 de noviembre de 1812), se celebraron en Centroamérica las primeras elecciones para ayuntamientos y diputaciones. Así, los liberales intentaban crear las primeras instituciones democráticas, a pesar de la hostilidad de Bustamante, fuerte opositor a la constitución de Cádiz.
Debido a estos acontecimientos, Valle temió una revuelta en el Reino de Guatemala, por lo que consideró conveniente hacer mejoras antes de proclamar la independencia. Su vasta experiencia laboral en asuntos de la administración pública durante el periodo colonial (1803-1821) le había revelado a Valle las "debilidades" de Centroamérica, lo que quizás le hizo dudar de la capacidad de ésta para ejercer su autonomía como nación.

### Actitud de Valle
En 1813 tuvo lugar la Conjuración de Belén, que fracasó en sus objetivos. Durante estos hechos Valle no solo no se mantuvo al margen de los mismos, sino que recibió nuevas muestras de consideración y fue nombrado con el cargo de Auditor de Guerra del ejército y Provincia de Guatemala.
Debido a la postura de Valle ante los hechos, sus adversarios le consideraron un opositor de la independencia. Para escritores como Ramón Rosa, Valle continuaba siendo el empleado "sumiso" del gobierno colonial: "Explicable es la conducta de Valle en aquella época"..."porque él se había educado bajo ese régimen, había obtenido confianza, consideraciones y honores, además de ser empleado del mismo. Pudo creer que sus sentimientos de lealtad lo comprometían de manera indeclinable... Así debió creerlo cuando tuvo la conducta que observó contrariando la causa de los independientes".
Sin embargo, historiadores y su mismo adversario político, Pedro Molina, aseguran que Valle, "era como buen americano amigo de la independencia; pero como hombre prudente sabía esconder sus tendencias". Sumado a esto, los escritos de Valle también revelan, que este siempre creyó en el derecho de las naciones a obtener su libertad. Sabía que era imposible "que un pueblo continúe siempre gobernado por uno muy distante." Pero pensó que no era el momento justo de proclamar la independencia, y la condicionó bajo el argumento que debía oírse el voto de todas las Provincias antes de emitir un juicio final.

### La independencia

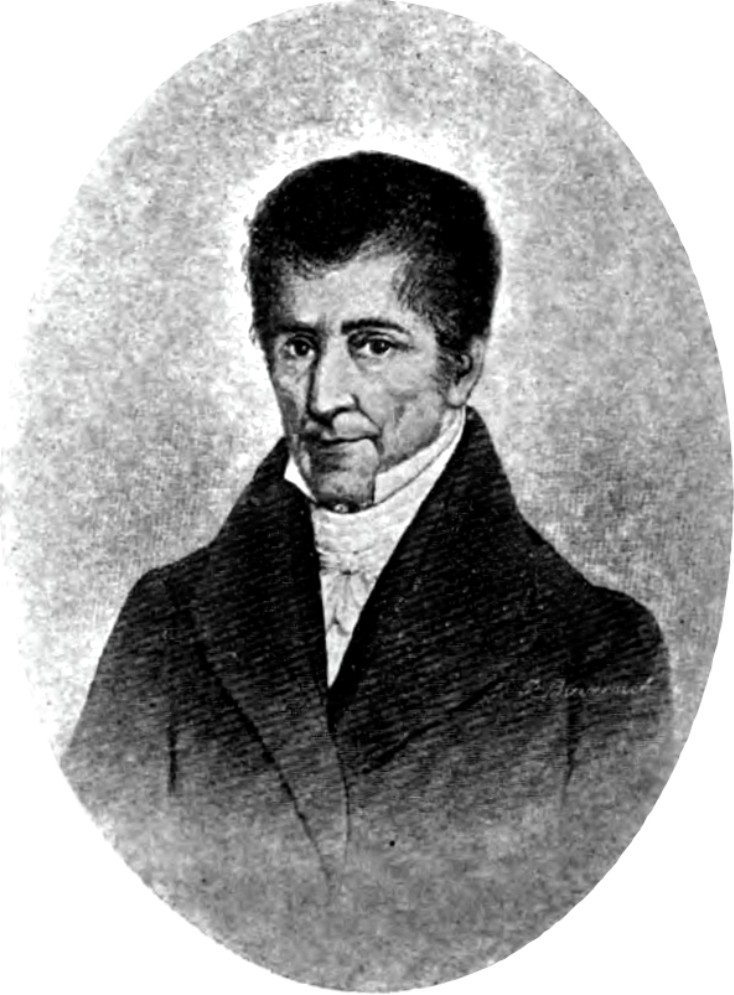
Centroamérica logró su independencia de España el 15 de septiembre de 1821. José Cecilio del Valle de Honduras fue un filósofo, político, abogado y periodista, una de las figuras más importantes de Centroamérica durante la transición del gobierno colonial a la independencia

En 1818 Bustamante dejó el poder y le sustituyó Don Carlos Urrutia, hombre de carácter débil quien dio respiro a los independentistas. Durante su gobierno estos ganaron terreno, pero su empuje fue más vigoroso en 1820 cuando el rey de España Fernando VII se vio forzado a restablecer la constitución de 1812. A consecuencia de esto, se declaró en Centroamérica la libertad de imprenta. El doctor e independentista Pedro Molina Mazariegos aprovechó esta oportunidad y fundó "El Editor Constitucional" a través del cual promovió la independencia. Valle, a su vez, fundó "El Amigo de la Patria" periódico en el que combatió las ideas políticas de Molina.

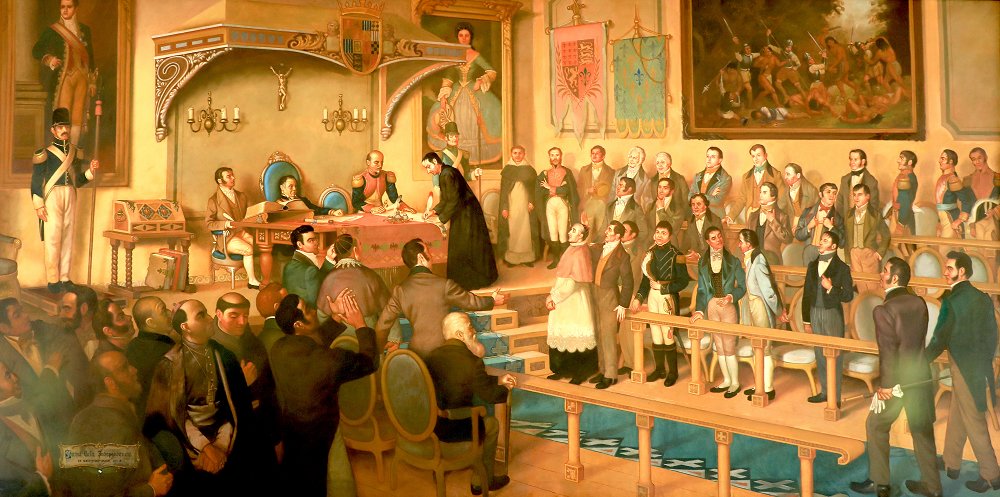
Firma del Acta de Independencia de Centroamérica

Si Molina era la bandera del radicalismo, Valle representaba la idea moderada. Las apuestas de Molina y Valle dieron lugar al nacimiento de dos partidos políticos: Los Gazistas del cual Valle era el jefe y los Cacos liderados por Pedro Molina. Ambos se fueron a elecciones para diputados a cortes, imponiéndose el partido de Valle. Pero los Cacos lograron una victoria al deshacerse del Capitán Urrutia y en su lugar colocaron al subinspector del ejército Don Gabino Gaínza el 9 de marzo de 1821. Gaínza un hombre de edad avanzada y de carácter débil y voluble.
En México, la revolución obtuvo un completo triunfo y a través del Plan de Iguala declaró su independencia total de España el 24 de febrero de 1821. Con tal suceso, creció el deseo de los liberales guatemaltecos, y condescendiendo Gaínza a sus peticiones, convocó a una junta para que en ella se decidiera la marcha política del país. Ramón Rosa relata el momento cumbre de la Independencia de la siguiente manera:

Los independientes guatemaltecos... apremiaron a Gainza con sus instancias y representaciones, halagando, a la vez, su vanidad e intereses, haciéndole comprender que el seria el Gefe de la nueva nación. Gainza, cediendo a la necesidad y a la conveniencia, a los grandes y diversos estímulos que lo impulsaban, para salvar su responsabilidad, sin contrariar las corrientes de la opinión, y sujetándose al voto de la Diputación provincial, convocó una Junta General de los empleados y corporaciones de Guatemala para que dictase las medidas convenientes sobre el capitalisimo asunto de la independencia. La Junta se reunió el día 15 de Setiembre de 1821, en el palacio de Gobierno. Valle tomo la palabra, y en un elocuentísimo discurso, demostró la necesidad y la justicia de la independencia, pero manifestando que, para proclamarla debía oírse el voto de la Provincias. Las luminosas ideas de Valle fueron acogidas con aplauso; mas su parecer, en orden al aplazamiento, no fue adoptado. La mayoría de la Junta, estimulada por las entusiastas e impetuosas manifestaciones del pueblo, reunido en masa, acordó se proclamase en el acto la Independencia de Centro-América. La Diputación provincial y el Ayuntamiento de Guatemala, órganos legítimos de la voluntad del pueblo, acordaron los puntos del Acta que debía celebrarse y Valle redactó aquel memorable documento. Valle también redactó el Manifiesto que publicó el Capitán General Gainza sobre el gran suceso de la independencia.

### Junta Consultiva Provisional

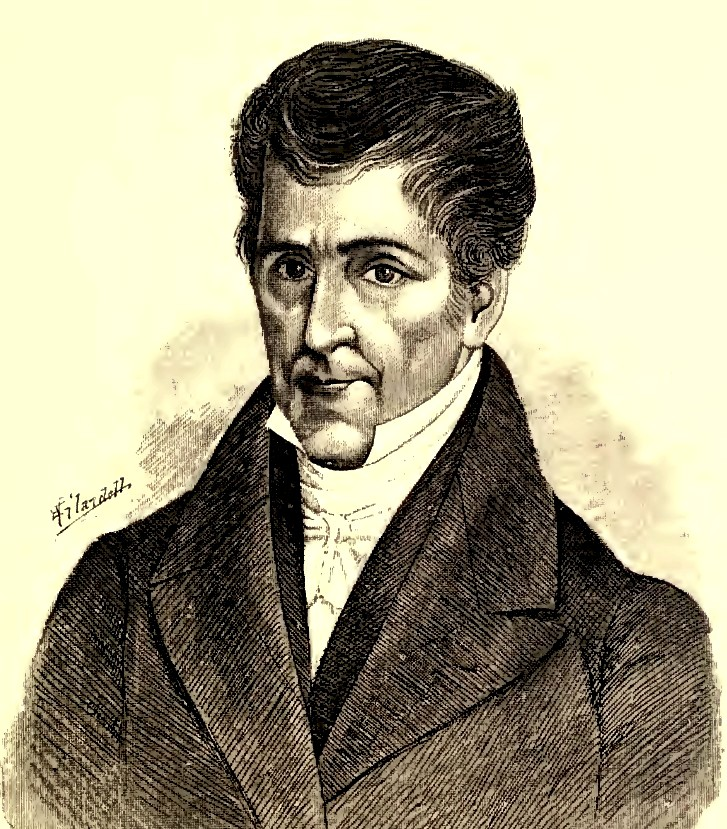
Valle fue miembro de la Junta Consultiva Provisional.

En cierto modo, el tiempo le dio la razón a Valle, pues Centroamérica no estaba preparada para auto gobernarse. Prueba de ello, fue el caos que se dio luego de adoptada la independencia. Por un lado, la situación económica de las provincias de Centroamérica, al asumir su nuevo estado jurídico independiente, era calamitosa. Sin rentas en las arcas nacionales, y para atender sus gastos ordinarios el gobierno, tuvo que recurrir a préstamos. La declaración de libre comercio resultó contraproducente, ya que comenzaron a salir del país cargamentos de monedas y oro pertenecientes a los españoles que huían ante la incertidumbre del nuevo gobierno. Esto desestabilizó la situación monetaria volviéndola más ruinosa.
A pesar de los problemas existentes, Valle dejó atrás su pasado con el imperio español. En representación de Comayagua, él formó parte de la Junta Provisional Consultiva que se estableció junto al jefe Gaínza, Mariano de Aycinena y Piñol, Miguel Larreynaga, Don José Valdés, Ángel María Candina, José Antonio Alvarado y Antonio Robles. Estos hombres suprimieron el Gobierno de España, conservando el organismo gubernativo de la colonia. Además, decidieron mantener transitoriamente las leyes y autoridades españolas. Asimismo establecieron que las provincias eligieran a sus representantes para formar el congreso. Dicho congreso se reuniría el 22 de marzo de 1822 para que ratificase la independencia, conformase la constitución y las bases del nuevo gobierno. Durante estos hechos Valle actuó con "gran prudencia y sentido político", comprendió que con la independencia se había dado un salto importante aunque peligroso, y que era necesario evitar una "caída mortal". También entendió que debía hacerse una "transición conciliatoria, una verdadera evolución social".
Se le encomendó a Valle la formación de un plan administrativo. Además, propuso comisiones de seguridad y defensa, instrucción pública, estadísticas, agricultura, comercio y hacienda pública.

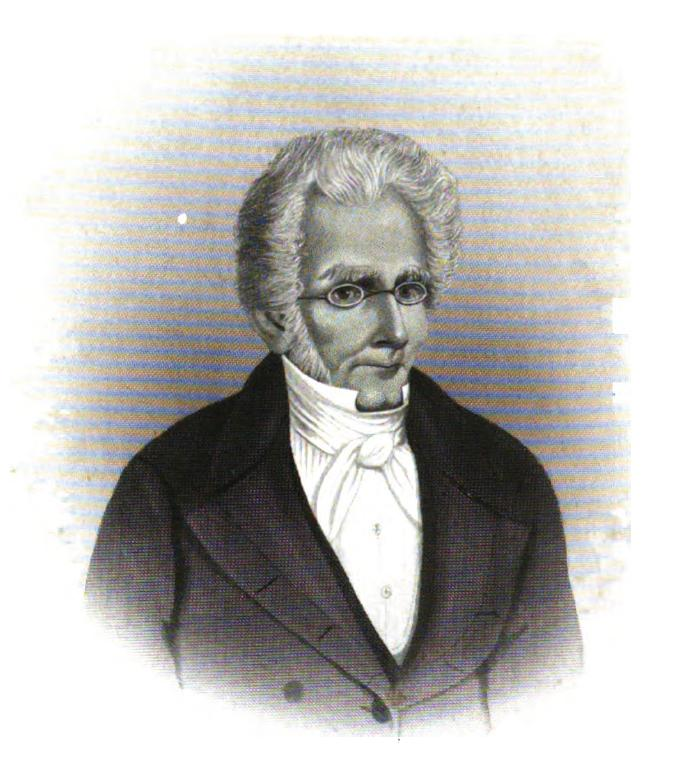
Larreynaga, acompañó a Valle en la Junta Provisional.

Valle se encargó personalmente del ramo de rentas, departamento que según él era la "columna de bronce" donde descansaba la independencia. Trabajó incansablemente en la formación del nuevo gobierno, tenía en mente una "evolución política que gradual y prudentemente hiciese ganar terreno a la educación liberal de los pueblos, para que se crease un sólido régimen de libres instituciones en Centroamérica."
En el transcurso de todo esto, los liberales rompieron el clima de cooperación existente en la formación del nuevo gobierno. Estos solicitaron la derogación del artículo 3 del Acta de Independencia, asimismo, pidieron que la elección de representantes de las provincias se dejara a las juntas gubernamentales que había elegido diputados a cortes, como también la formación de milicias nacionales, y la destitución de empleados sospechosos de tener conexiones con el antiguo régimen de la colonia. Además de querer participar en las deliberaciones de la Junta Consultiva.
Esta participación activa de los liberales en asuntos del gobierno, enfureció a las familias ilustres, quienes vieron sus privilegios de clase superior amenazados. Esto dio  lugar al nacimiento de dos partidos políticos: los conservadores y los liberales, quienes a partir de ese entonces serían incapaces de trabajar en beneficio de la nación. Los conservadores maniobraban con el único propósito de mantener los privilegios obtenidos durante el gobierno español. Mientras que los liberales querían imponer sus ideas a cualquier costo. Fue así, con este marcado divisionismo político, unido a la fragilidad de sus instituciones, dio lugar a que el futuro de Centroamérica girara alrededor de los acontecimientos en México.

## Anexión

### Antecedentes de la anexión a México

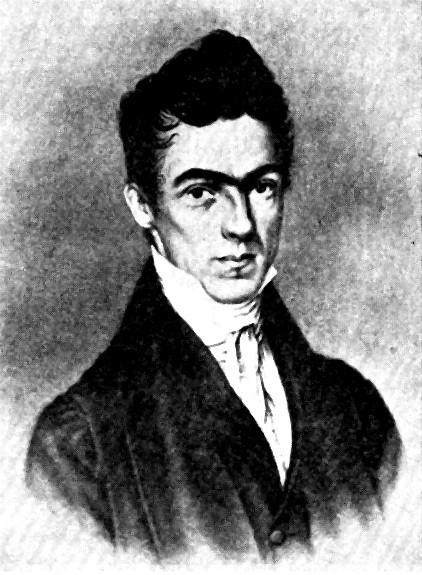
Mariano Aycinena, fue clave en la anexión de Centroamérica a México.

El 28 de noviembre de 1821, Gaínza dio cuenta a la Junta Provisional de un documento proveniente del despacho de Don Agustín de Iturbide. En el documento, Iturbide argumentaba que Guatemala carecía de elementos para asegurar su autonomía, para librarse de la amenaza extranjera, y para constituirse como nación. Él proponía a los guatemaltecos formar un gran imperio con México, bajo el plan de Iguala y los tratados de Córdoba. Esta sugerencia de Iturbide garantizaba, entre otras cosas, la continuidad del sistema monárquico de gobierno. Como medida de presión, el emperador mexicano anunciaba la movilización de tropas mexicanas hacia la frontera, bajo la excusa de que sus intenciones eran las de proteger al pueblo guatemalteco.
Como consecuencia de las acciones provocadoras de Iturbide surgieron dos alianzas: los anexionistas y los independentistas. En Honduras había una marcada división entre Comayagua, por la anexión, y Tegucigalpa, en contra.
 Asimismo, en Nicaragua ocurría un caso similar, mientras Costa Rica se mantenía neutral. Solo San Salvador mantenía firme su lealtad al Acta de Independencia.
El grupo de los anexionistas, formados en su mayoría por miembros del partido conservador y las familias ilustres, se aprovecharon del divisionismo surgido en las Provincias, producto de la carta enviada por Iturbide. Seguros de que este podría construir un durable Imperio, en donde ellos podrían continuar unidos a España y por ende mantener sus privilegios, ejercieron su influencia en favor de la anexión. Para esto contaron con el liderazgo del marqués Mariano Aycinena quien servía de enlace entre los anexionistas e Iturbide, y el jefe Gabino Gaínza quien había desertado la causa independentista.
La junta nombrada el día de la independencia, ante el temor de una posible invasión mexicana, en lugar de esperar que el congreso decidiera sobre la independencia absoluta de Centroamérica tal y como estaba previsto, determinó el 30 de noviembre, que los ayuntamientos decidieran en cabildo abierto sobre la anexión en un plazo breve.

### Oposición de Valle

Así quedó el mapa del Imperio Mexicano, luego de la anexión de Centroamérica.
Tratados de Córdoba
Adquisiciones (1821-1822)

El 5 de enero, se reunió nuevamente la Junta Consultiva, con el fin de determinar de una buena vez el asunto de la anexión. Se hizo el escrutinio de los votos recibidos y resultó que faltaban todavía el voto de 68 ayuntamientos. Además, en los votos recibidos no existía una definición clara del deseo de cada uno de los pueblos. Las declaraciones se repartían en aceptar la anexión, dejar que el Congreso decidiera, aceptar la anexión bajo condiciones, o aceptar la decisión de la Junta Consultiva.
Luego se produjo el debate en el cual Valle se opuso enérgicamente a la anexión, argumentando que aún con todos los inconvenientes existentes, Guatemala era una nación grande, y que contaba con los recursos naturales, y el material humano para salir adelante: "Bien administrada por un Gobierno que quiera, sepa y tenga las facultades para desenvolver aquellos gérmenes, Guatemala no solo puede ser nación independiente, sino rica también, fuerte y poderosa...", dijo Valle.
También les advirtió, que la decisión final sobre la anexión no era un asunto que correspondendia a Iturbide, y a 'las familias ilustres', sino a todo el pueblo de Guatemala:
"Los hombres de Guatemala son como los de Chile, los de Buenos Aires, los de Perú....Quieren ser independientes... Solo Guatemala puede decidir de Guatemala; y esa voluntad no se ha pronunciado hasta ahora. Guatemala no debe ser provincia de México. Debe ser independiente. Esto es lo que enseña la razón; lo que dicta la justicia; lo que inspira el patriotismo...", finalizó Valle.
Pero vanos fueron sus esfuerzos, porque la mayoría de la Junta Consultiva, liderada por Gabino Gaínza, e influenciada por los conservadores, determinó que Guatemala no tenía los elementos para constituirse como nación independiente. Ellos concluyeron que si el país quería gozar de los beneficios de la paz y de la libertad, debía unirse al imperio de Iturbide. Fue así como estos declararon la anexión del antiguo Reino de Guatemala a México. Consumada la anexión a México la Junta Consultiva se disolvió el 22 de febrero de 1822. Gainza continuo como Jefe de la Provincia. Para su consejo convocó a los representantes, nuevamente electos para la Diputación Provincial que se instaló por tercera vez el 29 de marzo.

## México

### Diputado
Después de estos acontecimientos, Valle, muy decepcionado, se retiró a la vida privada. "En su profundo dolor...y duelo por la patria muerta" dice el escritor Rosa, "buscó..consuelo en el estudio y el cultivo de las letras". Mientras el 'Sabio' se encontraba alejado de la política, la provincia de San Salvador que se mantenía firme en sus pretensiones independentistas, quiso sacarlo del retiro, nombrándolo Jefe Superior Político. Valle comprendía la difícil situación de los salvadoreños que se preparaban a sostener una ruda lucha contra Guatemala. Pero "comprendió que no debía entrar en una lucha fratricida" y "no aceptó el honroso puesto" ofrecido por los salvadoreños.

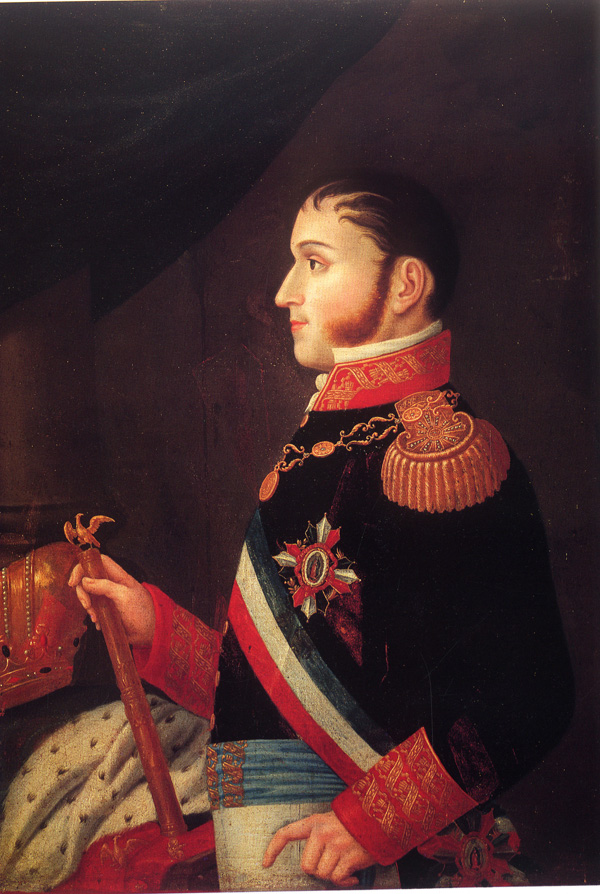
Iturbide puso en prisión a Valle y siete meses después, lo hizo su ministro de Relaciones Exteriores.

El 10 de marzo, poco antes de declinar al cargo ofrecido, Valle fue elegido Diputado por Tegucigalpa y el 19 del mismo mes Diputado por Chiquimula. Aceptó el cargo de estos pueblos porque lo consideraba un deber patriótico. El día 7 de mayo de 1822 José del Valle salió rumbo a México "con un cargo de responsabilidad histórica, con la sola creencia que puede hacer un bien a su patria." Esto "le prestó valor para el prolongado viaje y para la dolorosa separación de su familia"
El Diputado Valle arribó a la capital mexicana el 28 de julio de 1822, cuando Agustín de Iturbide ya había sido coronado Emperador de México. El 3 de agosto, Valle fue juramentado, dos días más tarde se le nombró miembro de la comisión encargada de redactar el proyecto de constitución.
A Valle le tocó actuar dentro de un congreso opositor al de Iturbide. Este había construido su imperio a través de las armas, por lo que, además del congreso, enfrentaba la oposición de muchos otros poderosos enemigos. Esta situación favorecía los intereses de Valle, quien desde un principio preparó su estrategia para arrancar la independencia de Centro América.
El 4 de agosto, Iturbide propuso al congreso que hubiese en la capital de cada provincia un tribunal compuesto por dos oficiales y un letrado nombrados por el Emperador para juzgar los delitos de sedición, conspiración, homicidios y hurtos. La propuesta de ley fue resistida por lo mexicanos. Mientras, Valle pensó que de adoptarse esta ley sería someter a Centroamérica al juicio de oficiales mexicanos. Según él, esto complicaría aún más el logro de la independencia. Valle dio dictamen en contra de la ley y lo hizo publicar, recibiendo el apoyo de la mayoría del congreso. Este hecho, significó el primer triunfo parlamentario de Valle en México.
El 16 del mismo mes, el gobierno de Iturbide "presentó al congreso la cuestión de si este, o el poder ejecutivo debía nombrar los Ministros del Tribunal Supremo de Justicia." "Valle, en un luminoso discurso, calcado sobre la verdadera teoría de la división de los... poderes públicos, estuvo por el nombramiento del congreso. Este hizo imprimir su discurso, y siguió su parecer. Valle en medio de los entusiastas aplausos de la galería, alcanzó un nuevo...triunfo parlamentario." Por su demostrado talento como Parlamentario y orador, Valle se ganó el prestigio y admiración entre sus compañeros, que terminaron por nombrarlo Vicepresidente de la cámara el 24 de agosto de 1822.

### Prisionero

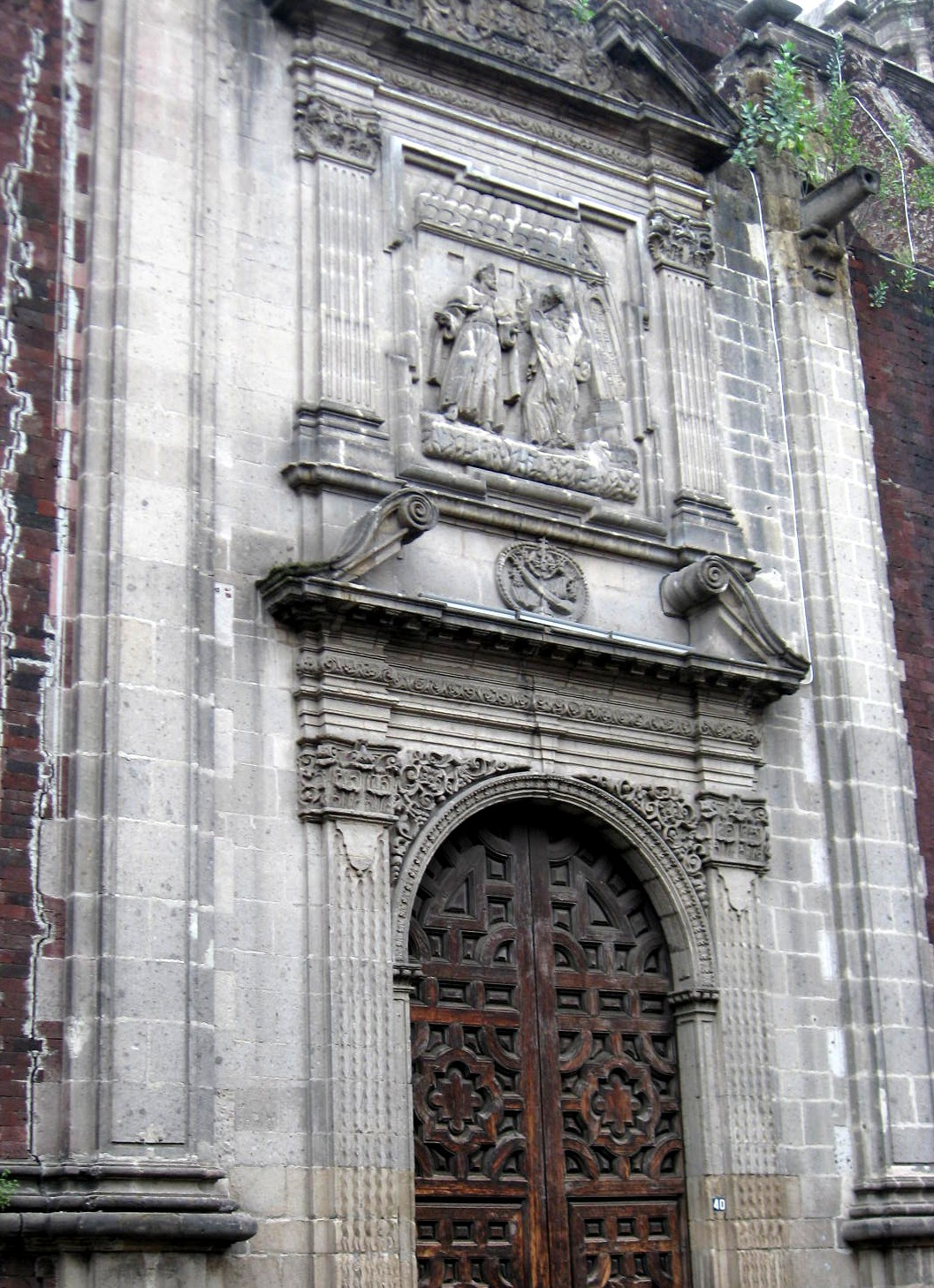
José del Valle, estuvo preso en el convento de Santo Domingo.

Luego de estos sucesos, Valle se puso a trabajar junto al diputado de Guadalajara, Mariano Mendiola, en el proyecto de Constitución. A través de este documento, Valle intentaría probar, la ilegitimidad de la anexión de Centroamérica al Imperio mexicano. Mientras esto ocurría fue informado que él y otros congresistas opositores al régimen, serían encarcelados. "Un vecino de la capital le ofreció su casa para que se asilase" pero Valle no quiso huir y dijo "Que huyan...los que son reos ante la ley: los que han cometido delitos y son positivamente criminales. Yo no conozco el crimen; yo soy hombre de bien: yo respeto la virtud." Y fue así como él, junto a otros Diputados, militares y paisanos, sin orden escrita fueron puestos presos el 27 de agosto, acusados de conspirar contra Iturbide. Valle, fue enviado al Convento de Santo Domingo, donde se dice fue bien tratado, y donde le abrieron las puertas de la rica biblioteca.
El 26 de febrero de 1823 a las 6 p. m. se presentó un oficial a su celda con un comunicado, en el cual se le informaba su nombramiento como Secretario de Estado de Relaciones y que pasara a Zapaluta lugar donde se encontraba el emperador. En la reunión con Iturbide, éste le hizo oficial su nombramiento, pero Valle lo rechazó diciéndole que no tenía "Todos los conocimientos necesarios de la nación", entre otras cosas. Pero sus explicaciones fueron en vano, Iturbide no las aceptó y Valle se vio en la imperiosa necesidad de tomar las riendas del ministerio. Según algunos historiadores, con este nombramiento, el Emperador trataba de compensar a Valle por los "males" que él le había causado. Sin embargo, los acontecimientos históricos indican, que para esa tiempo, el Imperio de Iturbide estaba en su etapa agonizante. Por lo que Iturbide pensó, que quizás, el talento de Valle podría ayudarle a salvar su imperio.

### Secretario de Estado de Relaciones Exteriores

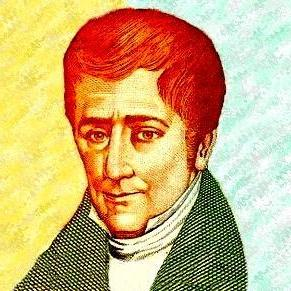
José Cecilio del Valle, quien estuvo cautivo en el Convento de Santo Domingo en México hasta que fue liberado por Agustín de Iturbide para compensar a Valle por los "males" que él le había causado decidió nombrarlo en persona como su ministro de asuntos exteriores.

De pronto, José del Valle se encontró a la cabeza de un Ministerio que se desenvolvía en medio de una "crisis política que arrastraba el gobierno." A los pocos días después, Valle volvió a interponer su renuncia, pero fue obligado a continuar en el cargo.

Mapa de México, luego de la anexión de Centroamérica.
Tratados de Córdoba
Adquisiciones (1821-1822)

Mientras estuvo al mando del Ministerio, Valle trabajó con toda "la prudencia que pudo ser capaz". "Desde su posición gubernamental procuró el restablecimiento del Congreso Constituyente", mientras al mismo tiempo, le hacía ver a la nación, que el gobierno trabajaba por la paz y la prosperidad.
Pero el fin del imperio estaba cerca. Las ideas republicanas habían tomado un gran impulso con la proclamación de la República en Veracruz por parte de Antonio López de Santa Anna el 6 de diciembre de 1822. En febrero de 1823, se firmó el Plan de Casa Mata, como resultado, los borbonistas y republicanos unieron sus fuerzas para apoyar el derrocamiento de Iturbide.
"Valle, que como diputado, no había querido la violencia, tampoco quiso la opresión como ministro de Iturbide." "Trabajó para que el imperio no terminara en una catástrofe... ni en una revolución sangrienta que malograse las conquistas de la independencia". "El Emperador aunque con muchos partidarios...evitó la guerra civil; abdicó la corona el 29 de marzo y dejó el país...con su familia".

## La segunda independencia

### Nulidad de la anexión

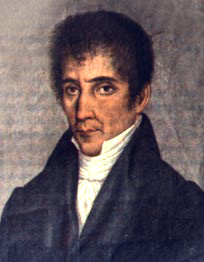
Valle, fue vicepresidente del Congreso Mexicano donde destacó por sus dotes de orador.

"Caído el imperio se restableció el Congreso que había sido disuelto en 30 de octubre de 1822". El 31 de marzo" de 1823 se constituyó "un poder ejecutivo que componían Bravo, Victoria, Guerrero y Negrete." "Valle volvió a ocupar su puesto de Diputado, y el Congreso continuó dispensándole su confianza, y haciéndole honores dignos de sus altos méritos". El 14 de mayo fue nombrado miembro de la comisión especial para fijar las bases de la Constitución mexicana, "bases que explicó en un notable escrito, que fue impreso por orden del Congreso".
El 12 de abril, Valle llegó al Congreso mexicano e hizo una presentación con el firme propósito de demostrar la ilegitimidad de la anexión de Centroamérica a México.
| Proposiciones: - 1ª La voluntad de México y Guatemala era necesaria para agregar la una a la otra. - 2ª Debía pronunciarse aquella voluntad de un modo legal por la única autoridad competente para decirla. - 3ª La voluntad de Guatemala, no ha tenido el grado de libertad que era necesario. - 4ª No fue pronunciada del modo que dictaba la razón por la autoridad que debía expresarla. - 5ª Aún respecto de aquellos que se decidieron por la agregación de Guatemala, ha debido cesar desde el momento en que Vuestra Soberanía declaro insubsistentes el Plan de Iguala, y el tratado de Córdova. - 6ª Aun estando vivos unos y otros, debe tenerse presente, que ni México ni a Guatemala conviene la unión de la segunda con la primera. |

"Deseaba volver al seno de este Congreso para manifestar los derechos de Guatemala, mi patria amada, objeto de mi largo...viaje". Comenzó diciendo aquel día, Valle. Luego puso sobre la mesa de discusión seis proposiciones a través de las cuales pensaba obtener la nulidad de la anexión.
En su presentación, Valle expuso que el día que se dio la anexión, no hubo en Guatemala la voluntad o el consenso generalizado de las provincias para la anexión a México. Sino que más bien, ésta fue producto del deseo de unos pocos individuos y de la presión impuesta por el imperio mexicano a través de las armas.
"La voluntad es el origen de los pactos". Y "para que México y Guatemala formen un todo político, es necesario que México y Guatemala quieran constituirlo. México no tiene derecho para violentar la voluntad de Guatemala, reduciéndola a provincia suya, ni Guatemala la tiene para forzar la voluntad de México, obligándola a entrar en sociedad con ella", expuso Valle.
"La unión de Guatemala con México es nula" dice Valle porque "La voluntad general de los pueblos es la que debe determinarlo, y esta voluntad solo puede expresarse por un congreso formado de diputados elegidos por los mismos pueblos para decidir si todos ellos deben de ser provincias de N.E."
Pero no fue el congreso centroamericano el que determinó la anexión. Sino que esta decisión fue tomada por unos pocos individuos. Y como prueba de ello, Valle puso al desnudo, las acciones del Capitán General de Guatemala, quien por un lado le decía a los centroamericanos "que aquellas provincias no podían unirse con estas, formar una nación libre e independiente". Pero por otro lado,"trabajo con fervor en la agregación de Guatemala" y fue uno de los cabecillas que finalmente determinó la anexión a México.
"La unión de Guatemala con México es nula" repetía Valle, "porque no hubo el grado de libertad". Según él, Guatemala fue coersionada a decidirse por la anexión. ¿Cómo podía el pueblo "en posición tan crítica, deliberar con plena libertad?" "Los pueblos oían por una parte que tropas de México marchaban a Guatemala, y sabían por otra que las tropas de Guatemala eran mandadas por jefes que deseaban la agregación de Guatemala."
Por todas las ilegalidades que se dieron durante el proceso, la anexión es nula finalizaba diciendo Valle. "México quiere ser estado independiente; y en Guatemala debe suponerse el mismo deseo. "Solo la voluntad libre y espontánea de" Guatemala podría agradar a México; "y no ha existido esa voluntad pronunciada libremente". "Pido: que Vuestra Soberanía se sirva declarar que las tropas de México mandadas por el Brigadier D. Vicente Filisola y sus oficiales deben retirarse inmediatamente de todo el territorio de Guatemala."

### Resolución final

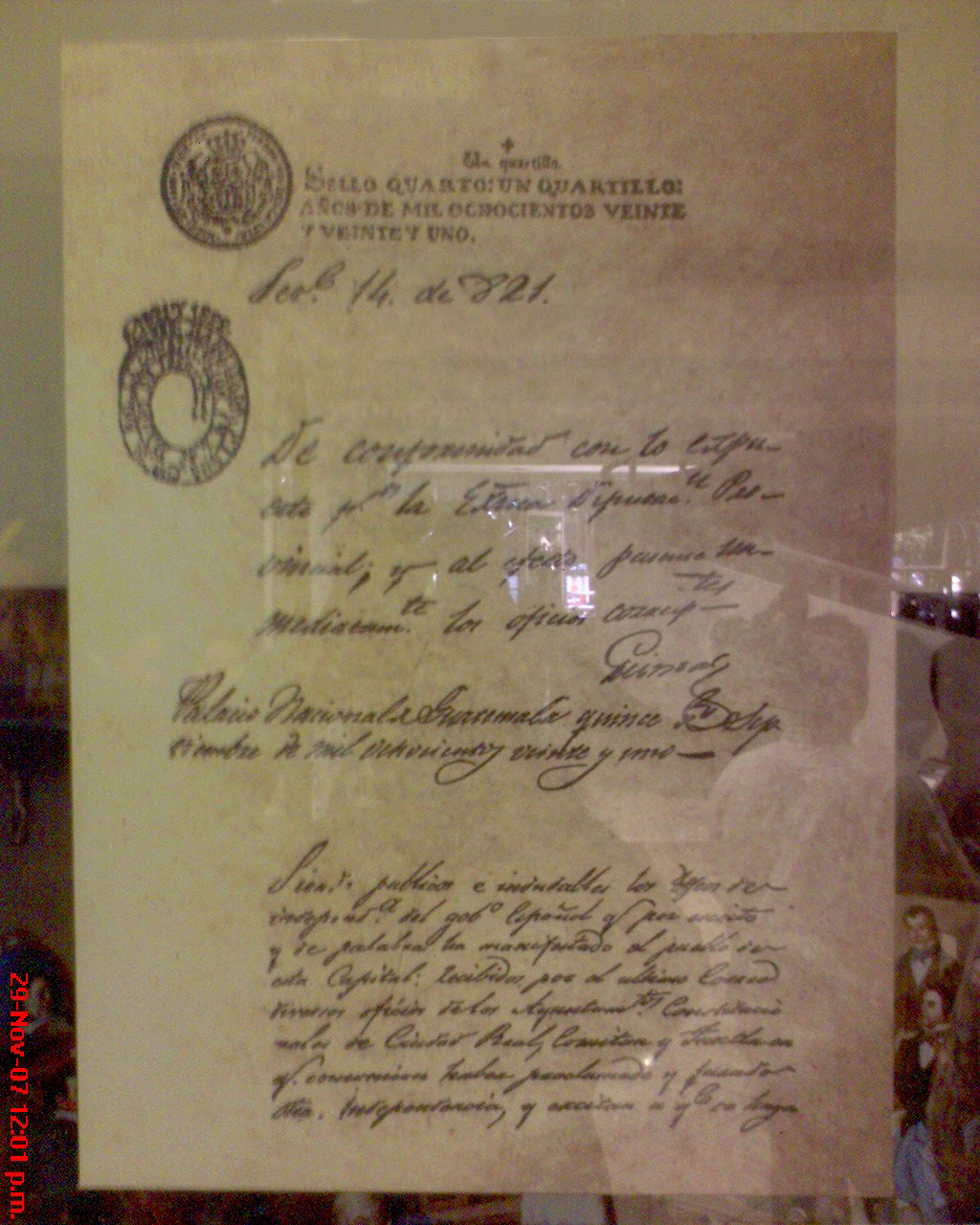
Acta de la Independencia de Centroamérica.

Mientras Valle se encontraba en México; en Centroamérica, el Brigadier Vicentel Filisola que había sido enviado por Iturbide a pacificar a la provincia de El Salvador, obtuvo el triunfo sobre los independentistas salvadoreños. Pero este "triunfo de Filisola en El Salvador fue muy efímero, porque a pocos días después se tuvo en Guatemala noticia de los sucesos precursores a la caída del imperio mexicano y aquel general regresó a Guatemala. En esta ciudad, reunió a la diputación provincial el 19 de mayo de 1823 le hizo presente, que a su juicio el único medio de salvar a Centroamérica de la anarquía que amenazaba al Imperio, era convocar a los pueblos para la reunión del Congreso que se prevenía en el Acta de Independencia del 15 de septiembre de 1821. El mismo día de la sesión, fue expedido el decreto de convocatoria que calmo la excitación de los animos y tuvo la mejor acogida en todas las provincias". Estos acontecimientos daban la primera señal de la separación de Centroamérica del Imperio.
Pero se necesitaba de una declaración legal y oficial, por parte del gobierno mexicano, garantizando la independencia de Centroamérica. Por esta razón, Valle con la ayuda de Mayorga y otros diputados centroamericanos, insistió con el asunto de la separación el 22 de abril. En aquella oportunidad José del Valle pronunció otro discurso en el seno del congreso reafirmando lo dicho el 12 de abril. El 13 de junio hizo otro recordatorio al Congreso mexicano.
Y fue hasta el 1 de julio cuando se trató en definitiva la gran cuestión sobre la independencia de Guatemala. "Valle pronunció en aquella sesión memorable un extenso...discurso sobre los incontestables derechos de Centroamérica a su independencia y a su libertad." Estos derechos según Valle, era innegables ya que estaban declarados nulos: el Plan de Iguala y los tratados de Córdova, sobre cuyas bases se había hecho ...la anexión.
Según Rosa, "La poderosa voz de la razón se hizo sentir, Valle llevó a todos los ánimos el convencimiento". El ministro de relaciones del nuevo gobierno manifestó que "Guatemala debía estar en libertad para constituirse como le pareciese, y que debían retirarse las tropas de Filisola."
 El congreso cediendo a la justicia hidalga y brillantemente representada por Valle, dio un acuerdo confirmando los puntos indicados por el ministerio."
Y fue así como Valle "empleando toda su energía y sus talentos" dice el historiador Ramón Salazar pudo "desligar a Guatemala" de la ilegítima "unión a que los aristócratas la habían sometido."

## República Federal de Centroamérica

### Miembro del Poder Ejecutivo

Escudo de la República Federal de Centroamérica.

"Tras largos meses de propaganda, por medio de la prensa, y de trabajos parlamentarios en favor de la emancipación de Guatemala, Valle vio colmados sus deseos". El 3 de septiembre dirigió un comunicado al congreso mexicano anunciando que había sido elegido Diputado a la Asamblea de Guatemala, por lo que él y sus "compañeros guatemaltecos, habían recibido orden de su Gobierno para regresar a su país". "Valle regresó a Guatemala a principios de 1824. El 5 de febrero, tomó posesión de su cargo como miembro del Supremo Poder Ejecutivo junto a Tomas O'Horan y el liberal Manuel José de Arce."
Mientras Valle y "sus colegas ejercían el Poder Ejecutivo de las Provincias de Centro-América. La Asamblea Nacional Constituyente se ocupaba en la formación de la" Constitución, "que había de darse a la República". La Asamblea estaba dividida, en dos grupos, "el federalista y el centralista: el primero estaba formado de los liberales que querían darle a Centro-América una Constitución análoga a la de los Estados Unidos: el segundo estaba formado de los conservadores que querían hacer de Centro-América una República Unitaria, y constituirla bajo el régimen de un Gobierno Central".
Después de producirse el debate en relación con esta cuestión, triunfó el federalismo luego que las ideas imperialistas de los conservadores habían fracasado.
El 22 de noviembre de 1824 se emitió la Constitución de la República Federal de Centroamérica. Valle, aunque electo diputado, no figuró en la Asamblea Nacional Constituyente, pero fue uno de los tres miembros del ejecutivo que autorizó dicha constitución.
El 25 de febrero de 1825 se instaló el primer congreso federal. José del Valle informó a los representantes del pueblo centroamericano acerca de los trabajos llevados a cabo por el gobierno provisional. "Trabajé" dijo Valle "en el año que ha pasado; trabajaré más en el año que comienza. Los pueblos me han confiado sus destinos: yo seré todo para los pueblos." El 5 de mayo de 1824, los pueblos eligieron a sus autoridades federales.

### El primer fraude electoral

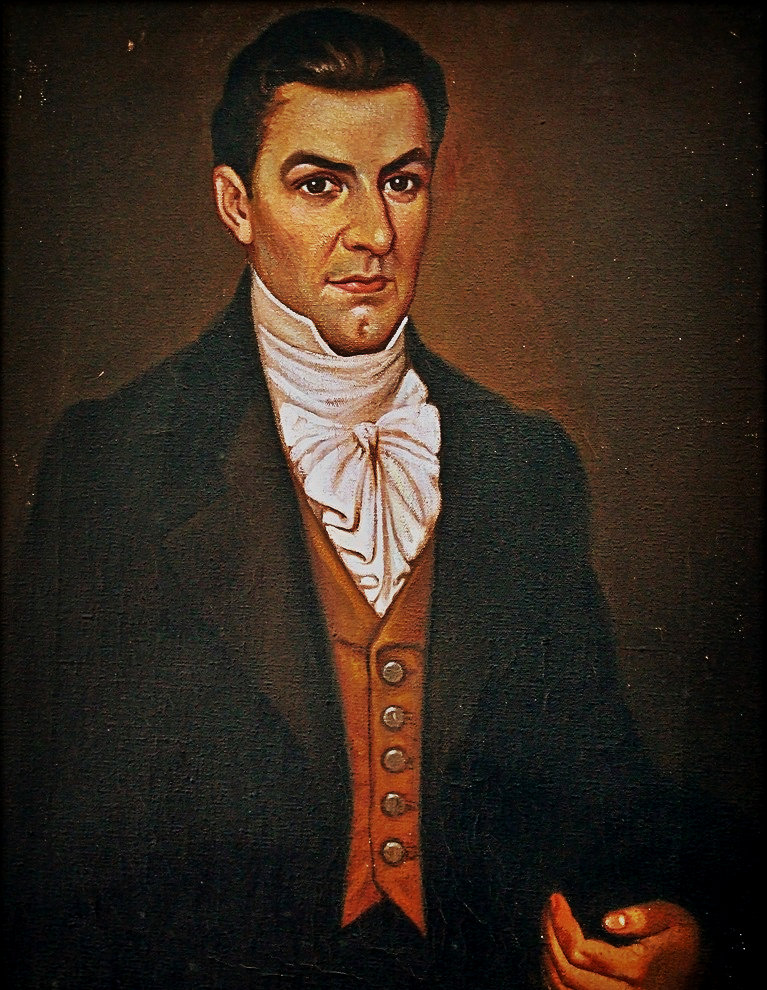
Manuel José Arce fue elegido presidente, luego de llevarse a cabo el primer fraude electoral de la historia de Centroamérica.

Los partidos entraron en una verdadera campaña electoral. Los liberales trabajaron por la candidatura de Arce, un hombre muy respetado entre los liberales por haber contribuido enormemente a la causa independentista. Los Conservadores al no encontrar un candidato prestigioso para hacerle frente a Arce recurrieron a Valle. "Uno y otro partido, contrariando sus deberes" dice Ramón Rosa, empezaron por" sembrar "el virus de corrupción electoral; trataron de dividir los sufragios de los pueblos para que no resultase elección popular, y correspondiese al congreso el nombramiento de las supremas autoridades." No obstante...tan viciados" manejos "triunfo para honra de Centro América...el buen sentido de los pueblos."
Valle obtuvo cuarenta y un voto, contra treinta cuatro de Arce, y fue elegido Presidente de Centroamérica. El resultado de las elecciones desconcertó a los liberales quienes aspiraban a dominar en el animo del gobernante, y Valle no era para ser dominado" ya que era un hombre de vasta instrucción. Entonces apelaron a expediente de falsear el computo de la elección. Para esto contaron con la ayuda de los conservadores que no eran leales a Valle." Ambos entraron en arreglos, formaron una coalición que dio en tierra con la votación popular, y eligieron en el congreso...al General Arce, Presidente de Centro América."
"Valle fue nombrado vice-presidente de la República. Renunció este cargo, y no le fue aceptada su renuncia: volvió a renunciar, y conocida por el Congreso su absoluta negación, tuvo que admitirle la renuncia, sustituyéndolo, primero, Don José Francisco Barrundia, y después por dimisión de este celebre centroamericano, con Don Mariano Beltranena. Es indudable que Valle quedó profundamente resentido por habérsele arrebatado la Presidencia que tenía derecho a ejercer en virtud de la elección de los pueblos." "Si Valle hubiera aceptado la Vice-Presidencia, habría reconocido implícitamente, como válidos, procedimientos que juzgaba nulos".
El 29 de abril de 1825, Arce tomó posesión de la Presidencia de Centro América. Valle, aunque resentido por el triunfo de su rival, y aunque poseedor de grandes medios de acción, no quiso convertirse en opositor sistemático y negativo, y mucho menos, en opositor faccioso. Optó por una política de retraimiento, y se entregó a sus acciones domésticas y a sus estudios.

### Diputado por Guatemala
"A pesar del retraimiento de Valle, los pueblos no lo olvidaron. Los de la Capital de Guatemala, de Chiquimula y de Santa Bárbara lo eligieron, al mismo tiempo, Diputado al Congreso federal, correspondiente al ano 1826. Sintiendo su salud ya quebrantada, y a la vez deseoso de continuar alejado de la vida política, rehusó concurrir al Congreso". Pero sus partidarios le insistieron y el 28 de marzo de 1826 tomó posesión de su cargo. En el congreso centroamericano Valle pronunció discursos de gran interés político y administrativo.
El 30 de junio del año 1826 cerró sus sesiones el congreso federal, y a fines del mismo año, Arce, inquietado por los liberales, y engañado por los conservadores, tuvo el criminal desacierto de provocar una de las revoluciones más dilatadas y sangrientas que ha tenido Centro América. Arce destituyó ilegalmente y redujo a prisión a Don Juan Barrundia, Jefe del Estado de Guatemala: anuló los Poderes legislativos constitucionales: entró en guerra contra el Estado del Salvador que patrocinaba la causa de las instituciones: ordenó la invasión inicua de Honduras, que produjo la caída del jefe de Estado, don Dionisio de Herrera, y el incendio de Comayagua, la capital. De esta manera Arce, aconsejado por los conservadores, trato de anonadar los derechos de los Estados para que no hubiese más ley que su voluntad. Pero los Estados se resistieron, y "lucharon heroicamente en defensa de las instituciones". Fue así, como, el presidente "Arce, convirtió a Centro América en un horrible caos en que solo se dejaba ver, a veces, el siniestro resplandor de los incendios, y en que solo se oía el choque de los sables, el disparo de los fusiles, el estruendo de los cañones...y los lamentos de infelices víctimas".
"Valle, durante tan cruda y sangrienta lucha, permaneció en su hogar, doliéndose de las desventuras patrias y haciendo votos por el triunfo de la verdad y la justicia". El 13 de abril de 1829, el general Francisco Morazán en representación de los estados, obtuvo un completo triunfo militar y ocupó la plaza de Guatemala. Morazán exilió a Arce y a todos los que habían tenido participación en la guerra civil.

### Candidato presidencial

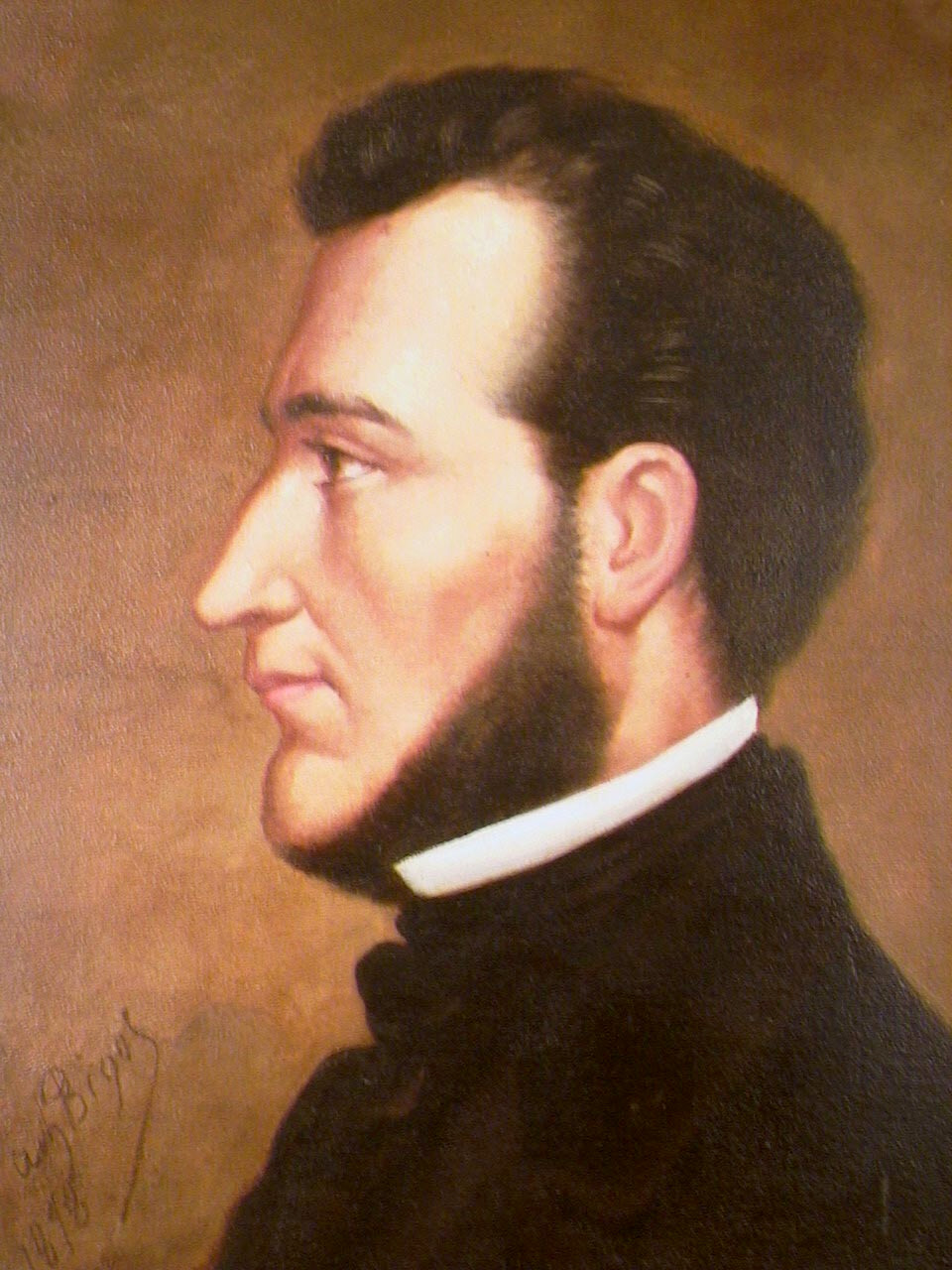
El General Francisco Morazán derrotó a Valle en las elecciones de 1830.

Después de finalizada la guerra, Valle volvió a ocupar su sillón de Diputado, y en uno de sus escritos emitió su juicio sobre la guerra de la siguiente manera: "Desaparecieron los Poderes constitucionales: quedó solamente el despotismo incendiador de los pueblos, destructor de hombres, devorador de capitales: los Estados del Salvador, Honduras y Guatemala se alzaron contra él en uso de sus derechos; y la justicia al fin triunfo como era de esperarse". Luego de esto, Valle puso a disposición sus ideas para la reorganización de la República.
Una vez concluido el periodo de Manuel José Arce, Juan Francisco Barrundia como presidente de la República Federal convocó a elecciones en los primeros meses del 1830. Las elecciones se llevaron a cabo en paz y en justicia. Los votos de los ciudadanos se dividieron en su mayor parte entre Francisco Morazán y José del Valle. Se realizaron los escrutinios en el Congreso, y el General Morazán resultó elegido presidente de la República.
José Cecilio del Valle "vio con gusto el triunfo de su rival". "Si protestó en el año de 1825 contra la elección de Arce, no fue por su derrota electoral, fue porque tal elección violaba la ley". Dice Ramón Rosa. En 1834, José del Valle volvió a ser candidato presidencial por el partido conservador, los liberales por otro lado, deseaban la reelección del general Morazán.

## Sus últimos días

### La Concepción
"Acostumbraba Valle hacer, con toda su familia, todos los años, una temporada en su hacienda llamada "La Concepción," distante 18 leguas de Guatemala. Desde fines de diciembre de 1833 permanecía en esta hacienda, disfrutando de completa salud," sin embargo, el 1 de febrero de 1834, Valle comenzó "a experimentar distintos padecimientos físicos, aunque no de carácter alarmante. Así continuó por espacio de algunos días, hasta el 22 del mismo mes, en que, á las 5 de la tarde, fue repentinamente atacado de una fuerte fatiga con hervor de pecho, mal de que nunca había padecido, y que era de gravísimo carácter porque casi le impedíala respiración y podía producir una asfixia. En fuerza de los solícitos cuidados de la familia, Valle tuvo algún alivio, pero la enfermedad continuaba".
El 1 de marzo, "salió la familia de la hacienda, conduciendo al enfermo en una camilla arreglada rumbo a la capital, en la manana del mismo día el enfermo sintió un ligero alivio pero en la noche inesperadamente se agravó el mal del enfermo manifestándose en particular, su gravedad por un prolongado delirio. Pasó el delirio y vino una ligera calma; pero después, en la madrugada, acometió al enfermo un nuevo ataque de fatiga: Valle se asfixiaba. La familia, con redoblados es fuerzos, logró calmarlo, y continuaron su marcha para la hacienda "Corral de Piedra", distante 12 leguas de la capital de Guatemala. Pero á media jornada, y á eso de las 10 de la mañana del domingo 2 de marzo, en medio de una de las llanuras del camino, la camilla hizo alto: Valle se moría; la enfermedad le asestaba su último golpe".

### Muerte

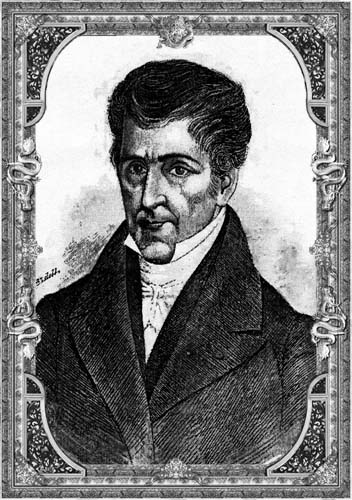
Licenciado José Cecilio del Valle, quien ganó las elecciones federales de 1834, pero no pudo asumir la presidencia debido a su muerte en ese mismo año.

El 2 de marzo de 1834, "en un camino desierto, yermo, e inhóspito, en donde se levantaban enormes nubes de polvo, y en donde el sol calcinaba con sus rayos la humanidad de los caminantes, rodeado únicamente por su familia y los arrieros", falleció Don José Cecilio del Valle. El enfermo, tuvo tiempo de pedir los auxilios del confesor, y dijo, entre otras cosas, a su Capellán "Padre, conozco que ya estoy en el último periodo de existencia, y necesito de los auxilios espirituales para devolver mi alma al Creador que me la dio."
El cuadro clínico presentado por don José del Valle antes de su muerte, es el de un infarto del miocardio, complicado por insuficiencia cardíaca izquierda en su forma más grave que es el edema agudo del pulmón. Esta entidad clínica se manifiesta con factores predisponentes que estaban presentes en este caso, como lo son la personalidad tipo A; la tensión emocional y ansiedad; el sedentarismo...Todo ello es prueba de la enfermedad coronaria que terminó con la vida del Sabio Valle, a edad relativamente temprana.

### Repercusiones

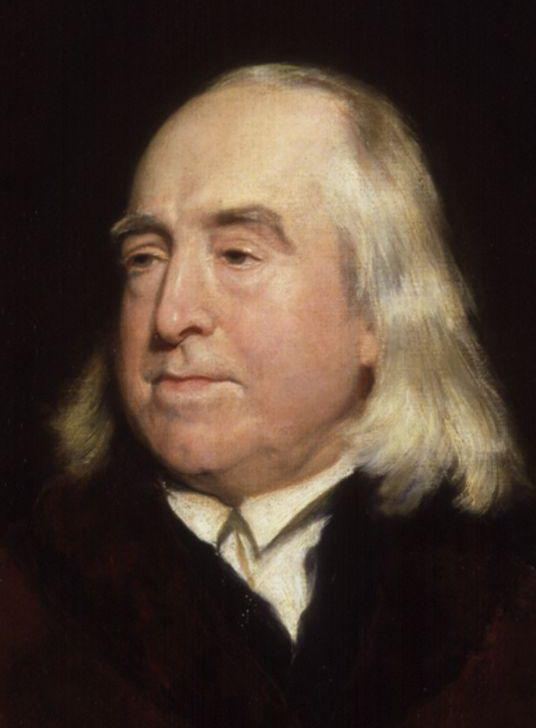
Jeremy Bentham mantuvo una amistad con Valle.

La muerte de Valle, "el más grande pensador y erudito hasta la fecha ha nacido en Centroamérica" fue todo un acontecimiento político, ya que "estaba electo Presidente de Centro América...obtuvo la mayoría de los votos; pero el destino había decidido que jamás fuera Jefe de la nación. La muerte cerró sus ojos antes de que los pliegos se abrieran."
Marure consagra a Valle el siguiente párrafo de las efemérides: "Perdió Centro-América, con el fallecimiento del licenciado José del Valle, a uno de sus más distinguidos hijos. Conocido ya desde el tiempo del Gobierno español por sus grandes talentos y extraordinario saber; luego que se proclamó la Independencia, fue elevado á los primeros destinos de la naciente República...el siguiente año concurrió á las Cortes de Méjico, en donde sostuvo victoriosamente los derechos de su patria y sobresalió por su elocuencia y laboriosidad".
Jeremy Bentham y otros ilustres escritores de Europa le honraron con su amistad, y la Academia de ciencias de París, le inscribió en el catálogo de sus miembros. La memoria de este distinguido centroamericano fue justamente honrada por sus compatriotas: la Asamblea de Guatemala acordó, en 13 de marzo del mismo año de 34. que su retrato fuese colocado en el salón de sesiones, y que en demostración de sentimiento por su muerte, todos los funcionarios públicos vistiesen luto por tres días. El 9 de abril siguiente la Asamblea del Salvador decretó los mismos honores fúnebres a la memoria de Valle."

## Legado
El legado de Valle quedó plasmado en una serie de artículos, discursos y proyectos en los que identificaba los males que sumían a la nación en el atraso, al mismo tiempo que proponía una serie de soluciones para salir de esa situación. Era optimista en cuanto al potencial de Centroamérica, pero sabía que para realizar ese potencial habría que hacer una gran inversión en educación e infraestructura, involucrando a todos los habitantes de la región en el proyecto de nación que tenía en mente. Desafortunada mente, sus ideas no llegaron a implementarse, ya que en los primeros años de vida independiente el país tuvo serias dificultades políticas y económicas que, en última instancia, llevaron a la desintegración de Centroamérica.

### Panamericanismo de Valle

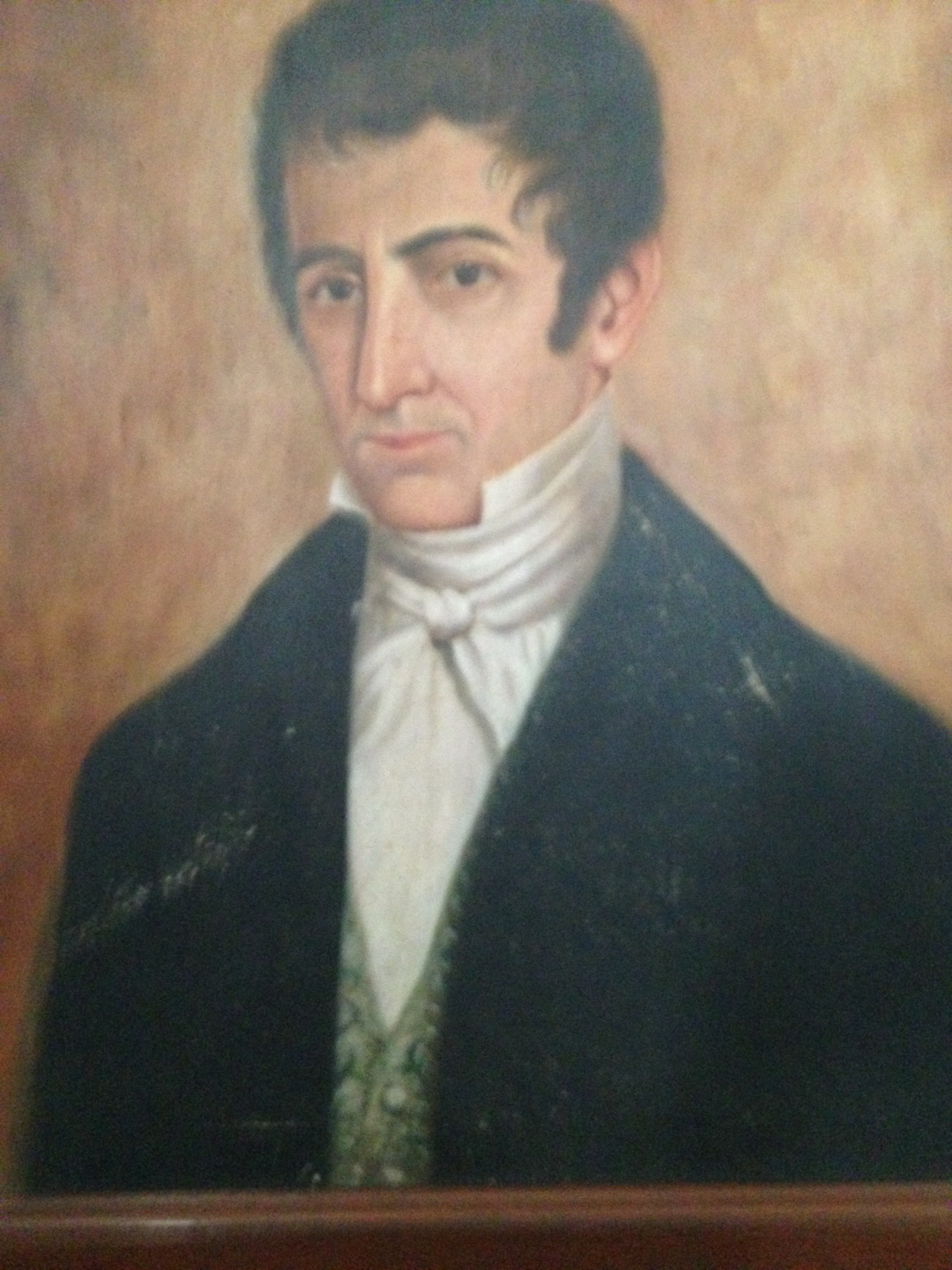
Valle: Precursor del Panamericanismo.

José Cecilio del Valle es para muchos historiadores, uno de los padres del Panamericanismo, junto a Francisco de Miranda y Simón Bolívar. Mientras que Valle fue el primero, en diseñar un plan específico de como llevar a cabo, la unidad de la América Latina, fundado en la igualdad de los estados, la justicia, la paz internacional y la solidaridad entre los pueblos. Simón Bolívar por otro lado, fue el primero en poner en práctica esta idea.
En 1815, Bolívar expreso sus pretensiones "de formar de todo el Mundo Nuevo una sola nación con un solo vínculo que ligue sus partes entre sí y con el todo. Ya que tienen un origen, una lengua, unas costumbres y una religión, debería, por consiguiente, tener un solo gobierno que confederase los diferentes estados que hayan de formarse".
Durante la lucha emancipadora de América, otros como: Miranda, Sucre, Morelos, San Martín, O' Higgins y Morazán expresaron en diversas épocas ideas parecidas. Pero en la concepción de José Cecilio del Valle, la idea de la unión americana y su confederación, se vuelve más pragmática, sistemática y objetiva, en cuanto que sus fundamentos son más concretos y avanzados.
Valle en su periódico, 'El Amigo de la Patria' publicó el 1 de marzo de 1822, un artículo titulado "Soñaba el abad de San Pedro y yo también se soñar". En éste, el 'Sabio' expresó sus deseos "Que en la provincia de Costa Rica o de León (Nicaragua), se formase un Congreso general más respetable que el de Viena, más interesante que las dietas donde se combinan los intereses de los funcionarios y no los derechos de los pueblos."
La formación del congreso americano integracionista propuesto por Valle, tendría el deber de cumplir con dos objetivos primordiales "...que ninguna provincia de América sea presa de invasores externos, ni víctima de divisiones intestinas", y el segundo: fomentar el desarrollo económico de todas las regiones americanas. Para lograr este último punto, que...se tomasen en cuenta las respectivas necesidades, y se formase el tratado general de comercio de todos los estados de América, distinguiendo siempre con protección más liberal el giro recíproco de unos con otros.."
En 1823 Bernardo Monteagudo representante de Simón Bolívar estuvo por algún tiempo en Guatemala. Allí leyó los escritos de José del Valle. Poco después de abandonar el país le escribió a Valle demostrándole su interés por imprimir su artículo sobre lafederación americana y que el libertador estaba de acuerdo. Agregaba que Bolívar veía en él uno de los más fuertes defensores de la libertad en el Nuevo Mundo.
En junio de 1826, se llevó a cabo en la Ciudad de Panamá el Congreso Anfictiónico convocado por Bolívar desde diciembre de 1824. Al mismo concurrieron los delegados y representantes de la Gran Colombia, Perú, Centroamérica y México. Como países observadores estuvieron Gran Bretaña, Holanda, Brasil y EE. UU. En el congreso se determinó entre otras cosas "Sostener en común, defensiva y ofensivamente si fuese necesario, la soberanía e independencia de todas y cada una de las potencias confederadas de América contra toda dominación extranjera; y asegurarse desde ahora para siempre los goces de una paz inalterable y promover al efecto la mejor armonía y buena inteligencia, así entre sus pueblos, ciudadanos y súbditos, respectivamente, como con las demás potencias con quienes deben mantener o entrar en relaciones amistosas...»
Fue así, como José Cecilio del Valle con sus ideas contribuyó a dar vida a los "principios jurídicos que ahora son factores de las relaciones y la convivencia interamericana. Lo cual constituye, uno de sus principales logros.

## Lecturas recomendadas

### Biografías
- Rosa, Ramón (1882). Biografía de Don José Cecilio del Valle. Tegucigalpa: Tipografía Nacional.
- Wilson, Baronesa de. (1888). Americanos Célebres. Barcelona: Imp. Sucesores de N. Ramírez y C.
- Durón, Rómulo (1896). Honduras Literaria: Colección de escritos en verso y prosa. Tegucigalpa: Tipografía Nacional.
- Leiva, Vivas, Rafael (1980). Vigencia del Sabio Valle. EDUCA=Centroamérica.
- López Jiménez, Ramón (1968). José Cecilio del Valle. Editorial J. de Pineda Ibarra.
- Tobar Cruz, Pedro (1961). Valle:el hombre, el político, el sabio. Editorial J. de Pineda Ibarra.
- Chapa Bezanilla, María de los Ángeles (2004). Rafael Heliodoro Valle, humanista de América. UNAM. ISBN 970-32-1915-2.
- García Laguardia, Mario. José Cecilio del valle: Obra Escogida. Caracas: Biblioteca Ayacucho. ISBN 84-660-0091-7.
- Salazar, Ramón A. (1899). Los Hombres de la Independencia. Guatemala: Tipografía Nacional.
- Lansing, Marion Florence (1941). Liberators and heroes of Mexico and Central America. United States: L.C. Page Co. Inc. ISBN 0-8369-2237-9.
- Zelaya, Gustavo Adolfo (1993). José Cecilio del Valle y el utilitarismo. Honduras: Convocatoria del Premio de Estudios Históricos Rey Juan Carlos I (Mención de Honor). Embajada de España.

### Historia relacionada
- Ayala Benítez, Luis Ernesto (2007). La iglesia y la independencia política de Centro América. Roma, Italia: Gregorian University Press. ISBN 978-88-7839-102-4.
- Gómez Carrillo, Agustín (1900). Elementos de la Historia de Centroamérica. Real Academia Española.
- Fernández Suárez, Luis (1992). Historia general de España y América. Madrid, España: RIALP. ISBN 9788432121197.
- Montufar, Lorenzo (1878). Reseña Historia de Centroamérica. Guatemala: Tipografía El Progreso.
- Bancroft, Hubert Howe (1887). History of Central America. San Francisco: The History Company.
- Gerbi, Antonello (1973). The Dispute of the New World. Pittsburg: Pittsburg Press. ISBN 978-0-8229-6081-2.
- Coroleu, José (1896). América: historia de su colonización, dominación é independencia. Barcelona: Montaner y Simon Editores.
- Mata, Filómeno (1877). Agregación a México de Chiapas y Soconusco. México: Palacio de Gobierno.
- Marure, Alejandro (1837). Bosquejo Histórico de las Revoluciones de Centro America. Guatemala: Tipografía Nacional.
- Méndez Reyes, Salvador (1996). El hispanoamericanismo de Lucas Alamán, 1823-1853. México: UNAM. ISBN 968-835-309-4.
- Luján Muñoz, Luis (1896). Documentos Relacionados con la Historia de Centro-América. Guatemala: Tipografía "El Comercio".
- Urtecho, Rafael (1909). Pan Americanism from a Central American Standpoint. Carnegie Endowment for International Peace.
- Lockey, Joseph Byrne (1896). Pan-Americanism Its Beginnings. Guatemala.